# Javier Vet
Javier Vet (Amsterdam, 9 september 1993) is een Nederlands voetballer die doorgaans speelt als middenvelder. In juli 2024 verliet hij NAC Breda.

## Clubcarrière

### FC Dordrecht
Vet is afkomstig uit de jeugd van Xanthos en kwam via FC Abcoude, Zeeburgia en Ajax in 2005 bij AFC. Daar speelde hij in het seizoen 2012/13 in het tweede team en maakte in de loop van het seizoen de overstap naar het eerste team in de Topklasse. In 2013 ging Vet naar FC Dordrecht in de Eerste divisie. Op 2 augustus maakte de middenvelder zijn debuut, toen hij tijdens de met 2–1 gewonnen wedstrijd tegen MVV Maastricht in de basis mocht beginnen als vervanger van de geblesseerde Wilmer Kousemaker en het gehele duel meespeelde. Op 20 oktober maakte hij tegen Almere City (0–2 winst) zijn eerste doelpunt.
In het seizoen 2013/14 maakte hij zijn professionele debuut in de thuiswedstrijd tegen MVV Maastricht. Hij speelde drieëntwintig competitieduels in het seizoen waarin FC Dordrecht promoveerde naar de Eredivisie. Op 9 augustus 2014 speelde Vet zijn eerste wedstrijd in de hoogste Nederlandse voetbalcompetitie; in de negentigste minuut van het duel tegen sc Heerenveen verving hij Joris van Overeem. Dit duel bleef het enige optreden van dat seizoen en hij kwam in januari 2015 zonder club te zitten nadat FC Dordrecht zijn contract ontbond.

### Almere City
Een maand later tekende Vet een contract bij Almere City. In zowel 2016 als 2017 kreeg hij een jaar contractverlenging, waardoor zijn verbintenis zou lopen tot medio juni 2018. Uiteindelijk kwam Vet in drieënhalf jaar voor Almere tot eenentachtig wedstrijden, waarin hij twee keer scoorde.

### De Graafschap
Na afloop van deze verbintenis verkaste Vet naar De Graafschap, waar hij zijn handtekening zette onder een verbintenis voor de duur van twee seizoenen. In zijn eerste seizoen bij De Graafschap degradeerde hij uit de Eredivisie. Een jaar later was de club dichtbij rechtstreekse promotie, tot de competitie werd stilgelegd in verband met de uitbraak van het coronavirus. In vijfenvijftig wedstrijden voor de Superboeren scoorde Vet zeven keer.

### N.E.C.
Op 29 september 2020 verbond Vet zich voor het seizoen 2020/21 aan N.E.C. waarbij een optie op nog een seizoen in het contract werd opgenomen. Op 23 mei promoveerde Vet met N.E.C. naar de Eredivisie, door in de finale van de play-offs NAC Breda met 1–2 te verslaan. Bij N.E.C. speelde Vet in een wat aanvallendere rol dan voorheen, wat hem zijn meest productieve seizoen opleverde. Hij scoorde acht keer in alle competities. Door de promotie werd zijn eenjarige contract automatisch met een jaar verlengd. Op 23 oktober 2021 maakte hij zijn eerste Eredivisiedoelpunt voor N.E.C., in de met 1–2 gewonnen wedstrijd tegen FC Twente. Medio 2022 liep zijn contract af en verliet hij de club.

### NAC Breda
Op 12 augustus 2022 werd bekend dat NAC Breda voor twee seizoenen de nieuwe club zou zijn van Vet. Hij tekende tot de zomer van 2024 in Breda. Hier werd hij naast middenvelder ook wel eens als centraal verdediger ingezet. Vet raakte in december 2023 geblesseerd en moest de rest van het seizoen missen. Hierna liep zijn contract af en verliet hij NAC.

## Clubstatistieken
| Seizoen | Club          | Competitie     | Competitie | Competitie | Beker | Beker | Nacompetitie | Nacompetitie | Totaal | Totaal |
| Seizoen | Club          | Competitie     | Wed.       | Dlp.       | Wed.  | Dlp.  | Wed.         | Dlp.         | Wed.   | Dlp.   |
| ------- | ------------- | -------------- | ---------- | ---------- | ----- | ----- | ------------ | ------------ | ------ | ------ |
| 2013/14 | FC Dordrecht  | Eerste divisie | 24         | 2          | 0     | 0     | 4            | 1            | 28     | 3      |
| 2014/15 | FC Dordrecht  | Eredivisie     | 1          | 0          | 1     | 0     | —            | —            | 2      | 0      |
| 2014/15 | Almere City   | Eerste divisie | 6          | 1          | 0     | 0     | —            | —            | 6      | 1      |
| 2015/16 | Almere City   | Eerste divisie | 20         | 0          | 0     | 0     | 3            | 0            | 23     | 0      |
| 2016/17 | Almere City   | Eerste divisie | 18         | 0          | 1     | 0     | 1            | 0            | 20     | 0      |
| 2017/18 | Almere City   | Eerste divisie | 26         | 0          | 0     | 0     | 6            | 0            | 32     | 0      |
| 2018/19 | De Graafschap | Eredivisie     | 21         | 1          | 2     | 1     | 4            | 0            | 27     | 2      |
| 2019/20 | De Graafschap | Eerste divisie | 27         | 5          | 1     | 0     | —            | —            | 28     | 5      |
| 2020/21 | N.E.C.        | Eerste divisie | 31         | 7          | 2     | 0     | 3            | 1            | 36     | 8      |
| 2021/22 | N.E.C.        | Eredivisie     | 27         | 2          | 3     | 0     | —            | —            | 30     | 2      |
| 2022/23 | NAC Breda     | Eerste divisie | 29         | 1          | 2     | 0     | 4            | 0            | 35     | 1      |
| 2023/24 | NAC Breda     | Eerste divisie | 12         | 0          | 0     | 0     | 0            | 0            | 12     | 0      |
| Totaal  | Totaal        | Totaal         | 242        | 19         | 12    | 1     | 25           | 2            | 279    | 22     |

Bijgewerkt op 22 juli 2024.